# Grotiusomyia
Grotiusomyia is een geslacht van vliesvleugeligen uit de familie Eulophidae. De wetenschappelijke naam van dit geslacht is voor het eerst geldig gepubliceerd in 1917 door Girault.

## Soorten
Het geslacht Grotiusomyia omvat de volgende soorten:
- Grotiusomyia flavicornis Girault, 1917
- Grotiusomyia nigricans (Howard, 1894)